# لوئیس لئال (بازیکن فوتبال، زاده ۱۹۸۷)
لوئیس لئال (انگلیسی: Luís Leal؛ زادهٔ ۲۹ مهٔ ۱۹۸۷) بازیکن فوتبال اهل پرتغال است.
از باشگاه‌هایی که در آن بازی کرده‌است می‌توان به باشگاه فوتبال غازی عینتاب‌اسپور، باشگاه فوتبال موریرنز، باشگاه فوتبال بلننسس، باشگاه فوتبال لیریا، باشگاه فوتبال الاهلی عربستان سعودی، باشگاه فوتبال الاتحاد کلبا، باشگاه ورزشی اشتوریل پرایا، و باشگاه فوتبال آپوئل اشاره کرد.
وی همچنین در تیم ملی فوتبال سائوتومه و پرنسیپ بازی کرده‌است.